# Przytyk (gemeente)
De gemeente Przytyk is een landgemeente in het Poolse woiwodschap Mazovië, in powiat Radomski.
De zetel van de gemeente is in Przytyk.
Op 30 juni 2004 telde de gemeente 7080 inwoners.

## Oppervlakte gegevens
In 2002 bedroeg de totale oppervlakte van gemeente Przytyk 134,12 km², waarvan:
- agrarisch gebied: 80%
- bossen: 13%

De gemeente beslaat 8,77% van de totale oppervlakte van de powiat.

## Demografie
Stand op 30 juni 2004:
| Omschrijving                   | Totaal | Totaal | Vrouwen | Vrouwen | Mannen | Mannen |
| ------------------------------ | ------ | ------ | ------- | ------- | ------ | ------ |
| eenheid                        | aantal | %      | aantal  | %       | aantal | %      |
| inwoners                       | 7080   | 100    | 3486    | 49,2    | 3594   | 50,8   |
| bevolkingsdichtheid (inw./km²) | 52,8   | 52,8   | 26      | 26      | 26,8   | 26,8   |

In 2002 bedroeg het gemiddelde inkomen per inwoner 1279,4 zł.

## Administratieve plaatsen (sołectwo)
Domaniów, Dęba, Glinice, Goszczewice, Jabłonna, Kaszewska Wola, Młódnice, Maksymilianów, Oblas, Ostrołęka, Podgajek, Posada, Potkanna, Przytyk, Słowików, Stefanów, Studzienice, Sukowska Wola, Suków, Wola Wrzeszczowska, Wólka Domaniowska, Wrzeszczów, Wrzos, Wygnanów, Żerdź.

## Aangrenzende gemeenten
Potworów, Przysucha, Radzanów, Stara Błotnica, Wieniawa, Wolanów, Zakrzew